# Al di là dell’odio…
Al di là dell'odio… ist ein Italowestern aus der Spätphase der ernsthaften Filme des Genres, der mit geringem Budget gedreht wurde. Der Film erhielt bislang keine deutschsprachige Aufführung; die Identität einiger Schauspieler ist ungeklärt, da sie mit englischen Pseudonymen gecreditet wurden.

## Inhalt
Im Gebiet der Aricara-Indianer siedeln Pioniere. Nachdem sie zum Verlassen des Gebiets aufgefordert wurden, versuchen sie, wenigstens einen kleinen Profit durch den Verkauf von Waffen und Whiskey an die Indianer zu erzielen. Häuptling Black Cloud hat daraufhin genug und richtet ein Blutbad unter den Siedlern an. Auch Joe und seine Familie kommen dabei ums Leben; seine zwei Kinder überleben – George läuft im Schock davon, Kathy wird von Black Cloud mitgenommen, der sie als eigene Tochter Loana erzieht.

Einige Jahre später schließt sich George den Konföderierten an; Loana bemüht sich, im Konflikt zwischen Siedlern und Indianern für ein friedliches Zusammenleben zu werben. Nach einem Gefecht der Soldaten gegen Indianer erkennt Loana den Bruder unter den Gefangenen und befreit ihn; George erkennt nach Gesprächen mit ihr die Sinnlosigkeit des Krieges und die Unterdrückung der indianischen Eingeborenen. Doch erst nach Loanas Tod während des Rachefeldzuges der Konföderierten kommen beide Seiten zusammen.

## Kritik
- J.M. Sabatier lobte in „Saison 74“ anlässlich der französischen Aufführung den strikt antirassistischen und hochmoralischen Ton des Films und lobte besonders eine Szene in einem Schlangental, bemängelte jedoch die Ungenauigkeit hinsichtlich historischer Sorgfalt und die Zeichnung der Indianer.[1]

„Der Film erstickt in übermäßig pathetischen Szenen… der dröhnende Schluß ist auch milde wirkungsvoll, aber Santini hat hier eindeutig mehr abgebissen als er essen kann.“